# Kevin Spacey
Kevin Spacey Fowler (South Orange, 26 de julho de 1959) é um ator, diretor, roteirista, produtor e comediante norte-americano. Começou sua carreira como ator de teatro no começo da década de 1980, antes de conseguir papéis como ator coadjuvante em filmes e na televisão. Ganhou aclamação da crítica no começo dos anos 1990, culminando para Spacey ganhar seu primeiro Oscar de melhor ator coadjuvante pelo filme The Usual Suspects de 1995, seguido por outro Oscar de Melhor Ator pelo drama American Beauty de 1999.
Em outubro de 2017, o ator Anthony Rapp acusou Spacey de fazer avanços sexuais contra ele quando tinha apenas 14 anos. Após as acusações de Rapp, inúmeras outras pessoas também vieram a frente e acusaram Spacey de abuso e assédio sexual. Como resultado, a Netflix cortou laços com ele, incluindo a remoção dele do elenco de House of Cards. Outros projetos contando com Spacey, como o filme Gore, foram igualmente cancelados. Um filme que seria lançado dois meses depois, All the Money in the World viu o diretor Ridley Scott remover Spacey de um dos papéis principais ao refilmar suas cenas com Christopher Plummer.
Em 20 de outubro de 2022, Kevin Spacey foi absolvido por um júri de Nova Iorque no caso contra Anthony Rapp. Os jurados concluíram que a acusação não provou que Spacey tocou qualquer parte íntima ou sexual de Rapp.
Kevin Spacey foi nomeado para diversas premiações durante a sua carreira, como o Emmy e Globo de Ouro, e participou de filmes como o suspense policial Seven (1995), no filme de crime L.A. Confidential (1997), no drama Pay It Forward (2000), na ficção científica e suspense K-Pax (2001) e no papel de Lex Luthor no filme Superman Returns (2006). É também o diretor artístico do teatro Old Vic em Londres desde 2004. Desde 2013, Spacey tem feito o papel de Frank Underwood na série de televisão House of Cards, da Netflix. Ganhou um Globo de Ouro de Melhor Ator em série dramática por seu papel na série.

## Biografia
Spacey nasceu na cidade de South Orange em Nova Jérsei no ano de 1959, é filho de Kathleen Ann, uma secretária, e Thomas Geoffrey Fowler, um escritor técnico. Tem uma irmã e um irmão mais velhos: Julie e Randy e é descendente de sueco (por parte do avô materno), inglês e galês. Spacey frequentou um colégio militar no bairro de Northridge em Los Angeles e Chatsworth High School no bairro de Chatsworth, também em Los Angeles.
Em Chatsworth, Spacey participou da peça The Sound of Music, fazendo o papel de Georg Ludwig von Trapp com Mare Winningham no papel de Maria von Trapp. Pegou "Spacey" (seu nome do meio e o nome de solteira de sua avó paterna) como seu nome artístico. Diversos relatos sugeriram incorretamente que Spacey escolheu esse nome como um tributo ao ator Spencer Tracy, combinando o primeiro e último nome de Tracy. Tentou durante vários anos fazer sucesso como comediante, antes de entrar na Juilliard School em Nova Iorque, onde estudou drama, entre os anos de 1979 e 1981. Durante esse período, Spacey fez apresentações de stand-up em competições de talentos de boliche.

### Carreira
O primeiro papel profissional de Spacey foi uma pequena participação no Festival de Shakespeare de Nova Iorque na peça Henry VI, Part 1 em 1981. No ano seguinte fez a sua primeira aparição na Broadway, como Oswald na produção Espectros de Henrik Ibsen. Logo depois interpretou Philinte na peça Le misanthrope de Molière. Em 1984, Spacey participou da peça Hurlyburly, onde rotacionou em cada papel masculino (faria mais tarde o papel de Mickey na adaptação cinematográfica da peça). Em seguida veio A Gaivota de Anton Chekhov. Em 1986 participou da peça Sleuth em um teatro de Nova Jérsei.
Sua proeminência como ator de teatro começou em 1986, quando recebeu o papel de Jamie, o filho mais velho da família Tyrone, na peça Long Day's Journey into Night, escrita por Eugene O'Neill e dirigida por Jonathan Miller. Lemmon iria se tornar o mentor de Spacey. Spacey fez sua primeira grande aparição na televisão na segunda temporada da série Crime Story, fazendo o papel de um senador americano da família Kennedy. Apesar de seu interesse ter se voltado ao cinema, Spacey se manteve ativamente envolvido na comunidade teatral. Em 1991 ganhou um Tony por seu papel como Tio Louie na peça de sucesso de Broadway Lost in Yonkers de Neil Simon. O pai de Kevin Spacey não estava convencido que seu filho pudesse ter uma carreira como ator e não mudou de ideia até ele se tornar conhecido.
Alguns dos primeiros papéis de Spacey incluíram um milionário excêntrico na série L.A. Law, participação da mini série The Murder of Mary Phagan (1988) e na comédia See No Evil, Hear No Evil (1989). Ganhou fãs após seu papel como o criminoso insano Mel Profitt na série de televisão Wiseguy. Rapidamente desenvolveu uma reputação de ator que consegue fazer papéis coadjuvantes excêntricos e diferentes e foi chamado para papéis maiores, incluindo uma participação no filme de humor negro The Ref (1994), um chefe de estúdio maligno de Hollywood na sátira Swimming with Sharks e um malévolo gerente de escritório no filme Glengarry Glen Ross (1992), ganhando críticas positivas. Sua performance do enigmático criminoso Verbal Kint no filme The Usual Suspects o fez ganhar um Oscar de melhor ator coadjuvante.
Spacey participou do filme de suspense de 1995 Seven, fazendo o papel do assassino em série John Doe depois de não ser mencionado nem na campanha publicitária nem nos créditos iniciais do filme. Seu trabalho em Seven, The Usual Suspects e Outbreak o fizeram ganhar uma homenagem na Premiação da Sociedade de Críticos de Cinema do Texas em 1995. Ele comentou em 2013: "Eu acho que as pessoas apenas gostam do malvado em mim, por alguma razão. Elas querem que eu seja um filho da puta".

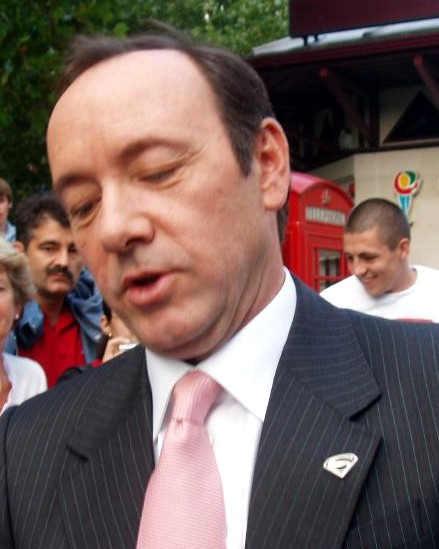
Spacey em 2006

Spacey fez o papel de um fiscal distrital egomaníaco no filme A Time to Kill (1996) e fundou a Trigger Street Productions em 1997, com o propósito de produzir e desenvolver entretenimento através de vários tipos de mídias. Fez sua estreia como diretor no filme Albino Alligator (1996). O filme foi um fracasso de bilheteria, arrecadando apenas $339.379 com um orçamento de $6 milhões, mas os críticos elogiaram a direção de Spacey. Também fez dublagem no filme Vida de Inseto da Pixar, fazendo a voz de Hopper, líder da gangue dos gafanhotos.
Spacey ganhou um Oscar de melhor ator por seu papel de um pai depressivo no filme de 1999 American Beauty; no mesmo ano foi honrado com uma estrela na Calçada da Fama em Hollywood. Spacey ganhou o prêmio de melhor ator Laurence Olivier e ganhou outro prêmio Tony em 1999 pela peça The Iceman Cometh.
Fez o papel de um professor de escola primária traumatizado no filme Pay It Forward (2000), um paciente em um manicômio que pode ou não ser um extraterrestre em K-Pax (2001) e o cantor Bobby Darin em Beyond the Sea (2004). Beyond the Sea era um projeto sonho de longa data para Kevin Spacey, que teve o papel de ator, co-roteirista, diretor e co-produtor na biografia/musical sobre a vida de Darin e a sua relação com a atriz Sandra Dee. Encarando pouco interesse nos Estados Unidos, Spacey viajou até o Reino Unido e a Alemanha para conseguir fundos para a produção. Praticamente todo o filme foi feito em Berlim. Spacey forneceu sua própria voz para a trilha sonora de Beyond the Sea e apareceu em diversos concertos de homenagem a Darin no tempo do lançamento do filme. Recebeu em sua maioria análises e comentários positivos em relação a sua cantoria, assim como uma nomeação a um Globo de Ouro por sua performance. No entanto, foi criticada a diferença de idade entre Darin e Spacey, onde críticos disseram que Spacey era muito velho para fazer o papel de Darin de modo convincente, particularmente no início de carreira do cantor mostrado no filme.

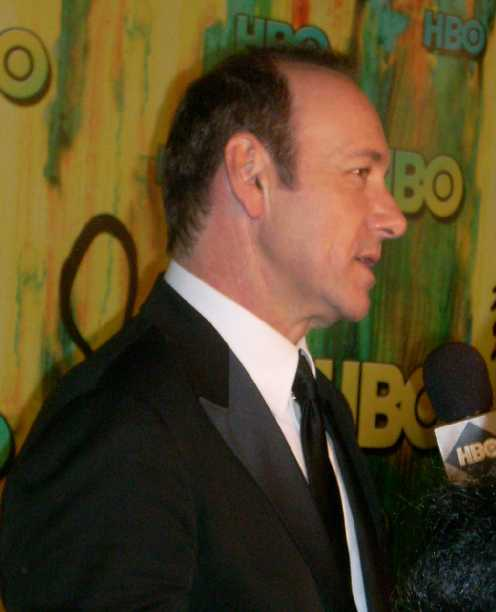
Spacey na festa após a premiação do Emmy em 2008

Spacey apresentou o show Saturday Night Live duas vezes: primeiramente em 1997 com o convidado musical Beck e convidados especiais Michael Palin e John Cleese do programa de comédia britânico Monty Python's Flying Circus e novamente em maio de 2006 com a convidada musical Nelly Furtado. Em 2006, Spacey assumiu o papel de Lex Luthor no filme de super-herói Superman Returns do diretor Bryan Singer. Estava definido para voltar a interpretar o papel na sequencia que seria lançada em 2009, mas a série foi relançada em 2013 no filme Man of Steel. Jesse Eisenberg desde então é o substituto de Spacey no papel de Luthor para a sequencia de Man of Steel Batman v Superman: Dawn of Justice a ser lançada em 2015.
Spacey também apareceu no filme Edison lançado direto em vídeo em 2006. Em 2008 fez o papel de um professor do MIT no filme 21: A Última Cartada. No começo de 2010, Spacey foi até a China para protagonizar o filme de comédia Inseparable do diretor Dayyan Eng, se tornando o primeiro ator de Hollywood a estrelar um filme totalmente chinês.
Spacey é bem conhecido em Hollywood por suas imitações. Quando apareceu no programa Inside the Actors Studio, imitou, a pedido do apresentador James Lipton, James Stewart, Johnny Carson, Katharine Hepburn, Clint Eastwood, John Gielgud, Marlon Brando, Christopher Walken, Al Pacino e Jack Lemmon. Como um jovem ator na cidade de Nova Iorque, costuma usar suas habilidades de imitação para fingir ser o filho de Johnny Carson para obter entradas grátis para a discoteca Studio 54.
O álbum Forever Cool de 2007 da Capitol Records e EMI apresenta o dueto de Kevin Spacey com o finado Dean Martin em duas músicas: "Ain't That a Kick in the Head" e "King of the Road". Spacey era o patrono do Shakespeare Schools Festival, uma ação de caridade que permite estudantes do Reino Unido a participarem de peças baseadas nas obras de Shakespeare em teatros profissionais. Também se senta na cadeira de diretor da Motion Picture and Television Fund.
No dia 18 de março de 2011, foi anunciado que Spacey iria representar o papel de Frank Underwood na série original da Netflix House of Cards. Foi nomeado para um Emmy do Primetime de melhor ator em série dramática no Globo de Ouro de 2013 se tornando o primeiro ator nomeado do Emmy por um papel de uma série on-line. Ganhou o Globo de Ouro de melhor ator em série dramática no Prémios Globo de Ouro de 2015 por seu papel na segunda temporada de House of Cards.

### O Old Vic
Em fevereiro de 2003, Spacey anunciou que iria retornar a Londres para se tornar o diretor artístico do Old Vic, um dos teatros mais antigos da cidade. Aparecendo numa conferência de imprensa junto de Judi Dench e Elton John, prometeu se apresentar no palco e trazer seu grande talento. Spacey se comprometeu a se manter no posto por dez anos. A primeira temporada de Spacey começou em setembro de 2004 e abriu com a peça Cloaca de Maria Goos, dirigida por ele, onde teve críticas mistas. Na temporada de 2005, Spacey fez sua estreia de Shakespeare no Reino Unido, com boas críticas, no papel principal de Richard II dirigido por Trevor Nunn.
Na metade de 2006, Spacey disse que estava tendo o melhor tempo de sua vida trabalhando no Old Vic; naquele ponto em sua carreira disse tentar "coisas que eram muito maiores e fora dele mesmo". Estrelou em papéis nas produções de National Anthems de Dennis McIntyre e The Philadelphia Story de Philip Barry.
Na temporada de 2006 Spacey sofreu um grande revés com uma produção de Resurrection Blues de Arthur Miller, dirigido por Robert Altman. Apesar do elenco de estrelas (incluindo Neve Campbell e Matthew Modine) e o roteiro de Miller, a decisão de Spacey de atrair Altman para o palco se provou desastrosa: após um período de ensaio cheio, a peça estreou com duras críticas a fechou em apenas algumas semanas. Mais tarde no mesmo ano, Spacey estrelou na peça A Moon for the Misbegotten de Eugene O'Neill, junto de Colm Meaney e Eve Best. A peça recebeu excelentes críticas e foi transferida para Broadway em 2007. Para a primavera da temporada 2007–08, Jeff Goldblum e Laura Michelle Kelly se juntaram a Spacey como três personagens na peça Speed-the-Plow de David Mamet.
Em janeiro de 2009, dirigiu Complicit de Joe Sutton, com Richard Dreyfuss, David Suchet e Elizabeth McGovern. Em setembro de 2009, Trevor Nunn dirigiu Spacey em um relançamento de Inherit The Wind. Spacey fez o papel do advogado de defesa Henry Drummond.
Sam Mendes dirigiu Spacey na peça de Shakespear Richard III; Spacey representou o papel principal de Richard III da Inglaterra. O show começou em junho de 2011, fazendo uma tour mundial até chegar na cidade de Nova Iorque no começo de 2012. Em março de 2014, foi anunciado que Kevin Spacey faria uma peça de apenas um personagem para celebrar seus 10 anos como diretor artístico no Old Vic. Após várias acusações de assédio e assalto sexual feitas contra Spacey no final de 2017, várias empresas (como a Netflix), cortaram laços com ele e cancelaram vários projetos que o autor iria participar.

## Honras

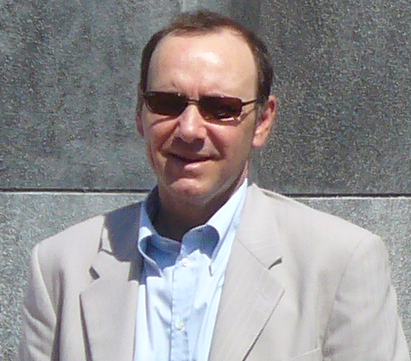
Spacey em 2006

Spacey foi premiado como Doutor das Letras, honoris causa da Universidade South Bank de Londres em novembro de 2005.
Em junho de 2008 foi apontado como professor visitante de Cameron Mackintosh na faculdade St Catherine da Universidade de Oxford, sucedendo Patrick Stewart no posto. Foi oficialmente recebido no dia 13 de outubro de 2008.
No dia 3 de novembro de 2012 Spacey recebeu a Ordem do Império Britânico por Príncipe Charles na Clarence House em nome da Rainha Isabel por seus serviços ao drama.

## Vida pessoal
Um artigo de 1999 no jornal Sunday Times afirmou que "o caso de amor de Spacey com a atuação, a ausência de uma parceira visível na vida de um atraente homem de 40 anos e as asserções da revista Esquire colocadas dois anos antes resultaram no entendimento que Spacey deveria ser gay". Spacey respondeu aos rumores dizendo à revista Playboy e a outros entrevistadores que não era gay, e falando para Lesley White da Sunday Times, "Por muito tempo eu escolhi não responder a essas perguntas por causa da maneira com que elas me eram feitas e porque eu nunca conversei com alguém que eu confiasse, então porque eu deveria? Recentemente eu resolvi participar porque é um pouco duro para as pessoas que eu amo".
Em uma entrevista para a revista Gotham, Spacey disse, "Eu apenas nunca acreditei em ser mesquinho em relação a minha vida por publicidade. Eu não estou interessado em fazer isso. Eu nunca vou fazer isso. Eles podem fofocar o quanto quiserem; eles podem especular o quanto quiserem. Eu apenas acredito que exista uma vida pública e uma vida pessoal. Todo mundo tem o direito a uma vida pessoal, não importa qual profissão a pessoa tenha". Em 2000, levou a sua namorada de vários anos para o Óscar e agradeceu a ela em seu discurso de aceitação do prêmio de melhor ator. Reportagens em 1999 e 2000 sugeriram que ela era uma supervisora de script chamada Dianne Dreyer.
Em setembro de 2006, Spacey disse que tinha intenções de obter cidadania britânica assim que a oportunidade estivesse disponível. É democrata e amigo de Bill Clinton, tendo se encontrado com ele antes do início da presidência. Descreveu Clinton como "Uma luz brilhante no processo político". De acordo com o Federal Election Commission, desde 2006, Spacey contribuiu com 42 000 dólares para candidatos e comitês democratas.
Em setembro de 2007, se encontrou com o então presidente venezuelano Hugo Chávez. Spacey não conversou com a imprensa sobre o encontro, e horas mais tarde visitou o estúdio de cinema do governo Villa del Cine. Em dezembro de 2007 apresentou junto de Uma Thurman o Nobel Peace Prize Concert.
Em outubro de 2017, Spacey assumiu a sua homossexualidade após ter sido acusado de assédio sexual por parte do ator Anthony Rapp.
Em dezembro de 2018, Spacey foi indiciado na justiça por agressão sexual contra o filho de dezoito anos da jornalista Heather Unruh, em Nantucket, Massachusetts, com o incidente supostamente acontecendo em julho de 2016. Spacey se declarou não culpado das acusações em janeiro de 2019. Em julho do mesmo ano, as acusações de crime e agressão sexual contra Kevin Spacey foram dispensadas pela promotoria.
No dia 26 de julho de 2023, Spacey foi absolvido por agressões sexuais no julgamento, que aconteceu na Corte Southwark Crown, em Londres. Era acusado por quatro homens por abusos entre 2001 e 2013.

## Filmografia

### Cinema
| Ano  | Título                                  | Papel                            | Nota |
| ---- | --------------------------------------- | -------------------------------- | --- |
| 1986 | Heartburn                               | Subway Thief                     | |
| 1988 | Working Girl                            | Bob Speck                        | |
| 1988 | Rocket Gibraltar                        | Dwayne Hanson                    | |
| 1989 | Dad                                     | Mario                            | |
| 1989 | See No Evil, Hear No Evil               | Kirgo                            | |
| 1990 | When You Remember Me                    | Wade                             | Filme para televisão |
| 1990 | Fall from Grace                         | Jim Bakker                       | Filme para televisão |
| 1991 | Henry & June                            | Richard Osborn                   | |
| 1991 | Darrow                                  | Clarence Darrow                  | |
| 1991 | Show of Force                           | Frank Curtin                     | |
| 1992 | Consenting Adults                       | Eddy Otis                        | Nomeado – Prêmio Saturno de melhor ator coadjuvante em cinema |
| 1992 | Glengarry Glen Ross                     | John Williamson                  | |
| 1994 | The Ref                                 | Lloyd Chasseur                   | |
| 1994 | Iron Will                               | Harry Kingsley                   | |
| 1994 | Doomsday Gun                            | Jim Price                        | Filme para televisão |
| 1995 | Seven                                   | John Doe                         | - Prémio Critics Choice de melhor ator coadjuvante em cinema - Prémio MTV Movie de melhor vilão - New York Film Critics Circle Award de melhor ator secundário - Society of Texas Film Critics Award de melhor ator secundário |
| 1995 | The Usual Suspects                      | Roger "Verbal" Kint              | - Óscar de melhor ator secundário - Boston Society of Film Critics Award de melhor ator secundário - Prémio Critics Choice de melhor ator coadjuvante em cinema - Chicago Film Critics Association Award de melhor ator secundário - Dallas-Fort Worth Film Critics Association Award de melhor ator secundário - National Board of Review de melhor elenco - National Board of Review de Melhor Ator Coadjuvante - New York Film Critics Circle de melhor ator secundário - Seattle International Film Festival Award de melhor ator - Society of Texas Film Critics Award de melhor ator secundário - Nomeado – Globo de Ouro de melhor ator coadjuvante em cinema - Nomeado – Prémio Screen Actors Guild de melhor ator secundário em cinema |
| 1995 | Swimming with Sharks                    | Buddy Ackerman                   | - Também co-produziu - Prémio Critics Choice de melhor ator coadjuvante em cinema - New York Film Critics Circle de melhor ator secundário |
| 1995 | Outbreak                                | Major Casey Schuler              | - Prémio Critics Choice de melhor ator coadjuvante em cinema - New York Film Critics Circle de melhor ator secundário - Society of Texas Film Critics Award de melhor ator secundário |
| 1996 | Looking for Richard                     | Ele mesmo Duke de Buckingham     | |
| 1996 | A Time to Kill                          | Rufus Buckley                    | |
| 1997 | Midnight in the Garden of Good and Evil | James "Jim" Williams             | Society of Texas Film Critics Award de melhor ator |
| 1997 | L.A. Confidential                       | Detetive Sergeant Jack Vincennes | - Boston Society of Film Critics Award de melhor ator secundário - Empire Award for Best Actor - Nomeado – BAFTA de melhor ator em cinema - Nominated – Chicago Film Critics Association de melhor ator secundário - Nomeado – Prémio Screen Actors Guild para melhor elenco em cinema |
| 1997 | Albino Alligator                        |                                  | Diretor |
| 1998 | Hurlyburly                              | Mickey                           | |
| 1998 | The Negotiator                          | Tenente Chris Sabian             | |
| 1998 | A Bug's Life                            | Hopper                           | Dublador |
| 1999 | American Beauty                         | Lester Burnham                   | - Academy Award for Best Actor - BAFTA Award for Best Actor in a Leading Role - Chicago Film Critics Association Award for Best Actor - Dallas-Fort Worth Film Critics Association Award for Best Actor - Florida Film Critics Circle Award for Best Actor - Kansas City Film Critics Circle Award for Best Actor - Las Vegas Film Critics Society Award for Best Actor - London Film Critics Circle Award for Actor of the Year - Online Film Critics Society Award for Best Actor - Online Film Critics Society Award for Best Cast - Russian Guild of Film Critics Award for Best Foreign Actor - San Diego Film Critics Society Award for Best Actor - Screen Actors Guild Award for Outstanding Performance by a Male Actor in a Leading Role - Screen Actors Guild Award for Outstanding Performance by a Cast in a Motion Picture - Southeastern Film Critics Association Award for Best Actor - Toronto Film Critics Association Award for Best Actor - Nominated – Empire Award for Best Actor - Nomeado – Golden Globe Award for Best Actor – Motion Picture Drama - Nomeado – Satellite Award for Best Actor – Motion Picture Drama |
| 2000 | Ordinary Decent Criminal                | Michael Lynch                    | Também produtor |
| 2000 | Pay It Forward                          | Eugene Simonet                   | |
| 2000 | The Big Kahuna                          | Larry Mann                       | Também produtor |
| 2001 | The Shipping News                       | Quoyle                           | - Nomeado – BAFTA de melhor ator em cinema - Nomeado – Globo de Ouro de melhor ator em filme dramático |
| 2001 | K-PAX                                   | Prot / Robert Porter             | Nomeado – Prêmio Saturno de Melhor Ator em cinema |
| 2001 | Shackleton's Antarctic Adventure        | Narrador                         | Voz |
| 2002 | Austin Powers in Goldmember             | ele mesmo                        | Papel de Dr. Evil no filme dentro do filme |
| 2003 | The Life of David Gale                  | David Gale                       | |
| 2004 | Beyond the Sea                          | Bobby Darin                      | - Também diretor, produtor, roteirista - Nomeado – Globo de Ouro de melhor ator em comédia ou musical |
| 2004 | The United States of Leland             | Albert T. Fitzgerald             | Também produtor |
| 2006 | Edison                                  | Wallace                          | Direto em vídeo |
| 2006 | Superman Returns                        | Lex Luthor                       | |
| 2007 | Fred Claus                              | Clyde Northcut                   | |
| 2007 | Hackers Wanted                          | Narrador                         | Não lançado |
| 2008 | 21                                      | Mickey Rosa                      | |
| 2008 | Recount                                 | Ron Klain                        | - Nomeado – Primetime Emmy Award for Outstanding Lead Actor – Miniseries or a Movie - Nomeado – Golden Globe Award for Best Actor – Miniseries or Television Film - Nomeado – Satellite Award for Best Actor – Miniseries or Television Film - Nomeado – Screen Actors Guild Award for Outstanding Performance by a Male Actor in a Miniseries or Television Movie |
| 2009 | Shrink                                  | Henry Carter                     | |
| 2009 | Tesltar                                 | Major Banks                      | |
| 2009 | Moon                                    | Robot ("Gerty")                  | Dublador |
| 2009 | The Men Who Stare at Goats              | Larry Hooper                     | |
| 2010 | Casino Jack                             | Jack Abramoff                    | Nomeado – Globo de Ouro de melhor ator em comédia ou musical |
| 2010 | Father of Invention                     | Robert Axle                      | |
| 2011 | Margin Call                             | Sam Rogers                       | |
| 2011 | Horrible Bosses                         | Dave Harken                      | |
| 2011 | Inseparable                             | Chuck                            | Wall Street Journal - Top 10 Most Notable Asian Films of 2011 |
| 2012 | Envelope                                | Yevgeny Petrov                   | |
| 2013 | Captain Phillips                        |                                  | Produtor executivo |
| 2014 | Horrible Bosses 2                       | Dave Harken                      | |
| 2014 | Unity                                   | Narrador                         | Documentário |
| 2014 | NOW: In the Wings on a World Stage      | Richard III da Inglaterra        | Documentário |
| 2015 | Elvis & Nixon                           | Richard Nixon                    | Em produção |
| 2016 | Boss Baby                               |                                  | |
| 2017 | Baby Driver                             | Doc                              | |
| 2018 | Billionaire Boys Club                   | Ron Levin                        | |

### Televisão
| Ano        | Título                           | Papel                    | Nota |
| ---------- | -------------------------------- | ------------------------ | --- |
| 1987       | The Equalizer                    | Detetive Sgt. Cole       | Episódio: "Solo" |
| 1987       | Crime Story                      | Senator Rourke           | Episódio: "The Senator, the Movie Star, and the Mob" |
| 1988       | Wiseguy                          | Mel Profitt              | 7 episódios |
| 1989       | Unsub                            | Benton                   | Episódio: "Clean Slate" |
| 1992       | L.A. Law                         | Giles Keenan             | Episódio: "Guess Who's Coming Murder" |
| 1993       | TriBeCa                          | Chris Boden              | Episódio: "Heros Exoletus" |
| 1997, 2006 | Saturday Night Live              | Ele mesmo (apresentador) | 2 episódios |
| 2013–2017  | House of Cards                   | Frank Underwood          | Papel principal; também produtor executivo - Golden Globe Award for Best Actor – Television Series Drama (2014) - Screen Actors Guild Award for Outstanding Performance by a Male Actor in a Drama Series (2014) - Nomeado – Critics' Choice Television Award for Best Drama Actor (2013) - Nomeado – Golden Globe Award for Best Actor – Television Series Drama (2013) - Nomeado – Primetime Emmy Award for Outstanding Lead Actor in a Drama Series (2013, 2014) - Nomeado – Screen Actors Guild Award for Outstanding Performance by an Ensemble in a Drama Series (2014) - Nomeado – Screen Actors Guild Award for Outstanding Performance by a Male Actor in a Drama Series (2013) - Nomeado – Satellite Award for Best Actor – Television Series Drama (2014) - Goldene Kamera for Best International Actor (2015) |
| 2013       | 2014 Breakthrough Prize Ceremony | Ele mesmo (apresentador) | Especial de televisão |
| 2014       | The Colbert Report               | Frank Underwood          | Episódio: "1,394" |

### Video games
| Ano  | Título                         | Voz            | Nota |
| ---- | ------------------------------ | -------------- | --- |
| 2006 | Superman Returns               | Lex Luthor     | |
| 2014 | Call of Duty: Advanced Warfare | Jonathan Irons | Captura de movimento Nomeado – BAFTA Games Award for Best Performer Nomeado – The Game Award for Best Performance |

## Discografia

### Álbuns
| Ano  | Título         | Nota |
| ---- | -------------- | --- |
| 2004 | Beyond the Sea | Nomeado – Grammy Award for Best Compilation Soundtrack Album for a Motion Picture, Television or Other Visual Media with Phil Ramone |

### Singles
| Ano  | Título                 | Nota                                                              |
| ---- | ---------------------- | ----------------------------------------------------------------- |
| 1997 | "That Old Black Magic" | Da trilha sonora do filme Midnight in the Garden of Good and Evil |

## Premiações

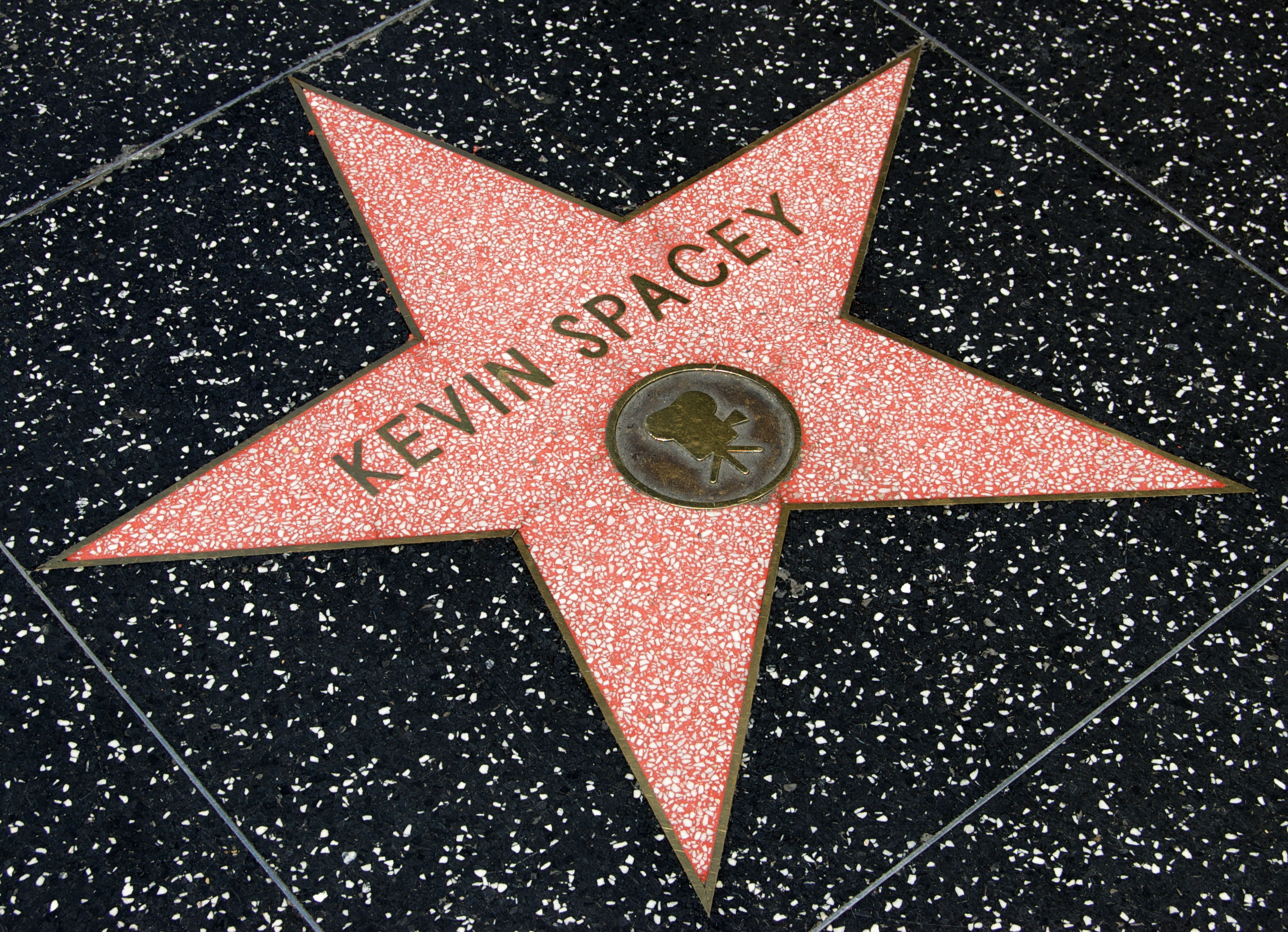
Estrela de Kevin Spacey na Calçada da Fama em Hollywood, Califórnia, Estados Unidos.

- Oscar de Melhor Ator, por "Beleza Americana" (2000).
- Oscar de melhor ator coadjuvante, por "Os Suspeitos" (1995).
- Globo de Ouro de Melhor Ator - Drama, por "House of Cards" (2015).
- 3 indicações ao Globo de Ouro de Melhor Ator - Drama, por "Beleza Americana" (1999), "Chegadas e Partidas" (2001) e "House of Cards" (2015).
- Indicação ao Globo de Ouro de Melhor Ator - Comédia/Musical, por "Beyond the Sea" (2004).
- Indicação ao Globo de Ouro de Melhor Ator Coadjuvante, por "Os Suspeitos" (1995).
- 3 indicações ao BAFTA de Melhor Ator, por "Los Angeles - Cidade Proibida" (1997), "Beleza Americana" (2000) e "Chegadas e Partidas" (2001). Venceu por "Beleza Americana".
- Indicação ao Independent Spirit Awards de Melhor Ator, por "O Preço da Ambição" (1994).
- National Board of Review de Melhor Ator Coadjuvante, por "Os Suspeitos" (1995).
- MTV Movie Awards de Melhor Vilão, por "Seven - Os Sete Crimes Capitais" (1995).
- Tributo à Visão do Cinema Independente, concedido em 2000 pelo Sundance Film Festival